# Leptogomphus risi
Leptogomphus risi là loài chuồn chuồn trong họ Gomphidae. Loài này được Laidlaw mô tả khoa học đầu tiên năm 1932.